# Веремчук Марія Михайлівна
Марі́я Миха́йлівна Веремчу́к (нар. 24 травня 1961, м. Дубляни Жовківського району Львівської області) — українська журналістка. Заслужений журналіст України.
Член Національної спілки журналістів України.

## Життєпис
Народилася на Львівщині. Після здобуття вищої освіти професійно працювала в тележурналістиці по 2018 рік й за сумісництвом викладала у виші. Обіймала посаду директора творчого об'єднання суспільно-політичних програм Львівської обласної державної телерадіокомпанії (згодом Філія ПАТ «НСТУ» «Львівська регіональна дирекція»). Об'єднання забезпечувало суспільно-політичне мовлення на державне замовлення, а також прямі телетрансляції про оперативні події суспільно-культурного й духовного життя в регіоні.
Брала участь у місцевих виборах 2015 року як кандидат у депутати Львівської обласної ради від політичної партії «Громадянська позиція».
Старший викладач Львівської філії Київського національного університету культури і мистецтв.
Живе у Львові.

## Творчість
Авторка телепроєкту «Сфера інтересів». Ведуча телевізійних програм прямоефірного мовлення. Публікується в пресі.

## Громадська діяльність
Керівник представництва у Львівській області Всеукраїнського благодійного фонду «Журналістська ініціатива». Учасниця основних акцій Фонду з 2001 року: всеукраїнських пресклубів, журналістських автопробігів «Дорога до Криму: проблеми та перспективи», «Схід — Захід: разом назавжди», «Пам'ять батьківського подвигу — в серцях наших», всеукраїнських семінарів для журналістів «Культура мови — культура нації» та ін.
Делегат XII з'їзду Національної спілки журналістів України (24–25.04.2012).
Була членкинею редакційної ради Львівської обласної державної телерадіокомпанії (після реформування — Філії ПАТ «НСТУ» «Львівська регіональна дирекція»).

## Нагороди, відзнаки
- Почесне звання «Заслужений журналіст України» (2015)[7].

- Почесний знак Національної спілки журналістів України[8].